# Димитър Попов (финансист)
Вижте пояснителната страница за други личности с името Димитър Попов.
Димитър Петров Попов е български политик от Българската комунистическа партия (БКП).

## Биография
Димитър Попов е роден на 11 април 1912 г. в Ихтиман. От 1929 г. е член на РМС, а през 1933 г. и на БКП. Учи в Свободния университет, дн. УНСС в София. Бил е секретар на Централния софийски район и първи столичен район на БКП. По време на Втората световна война е секретар на ОК на БКП в Ихтиман и като такъв поддържа връзка с партизански отряд „Георги Бенковски“. Интерниран е в Кръсто поле и Гонда вода.
След Деветосептемврийския преврат от 1944 година започва работа в апарата на ЦК на БКП. В периода 1954 – 1958 е кандидат-член на ЦК на БКП, а от 1958 до 1982 г. член на ЦК на БКП.
Попов е кмет на София (председател на Софийския градски народен съвет) от 22 декември 1952 до 24 февруари 1962 година. Това е период на бързо разрастване на града по време на Колективизацията, принудила значителна част от селското население да търси препитание в градовете. Започва масираното строителство на жилищни комплекси и топлофикационната система, в центъра на града е създаден сталинисткият комплекс около днешния площад „Независимост“, създават се множество нови промишлени предприятия, сред които най-големият завод в страната – „Кремиковци“.
От 1961 до 1962 е заместник-председател на Държавния комитет за планиране, а след това е министър на финансите от 1962 до 1976. През 1972 г. е удостоен със званието „Герой на социалистическия труд“.
Димитър Попов умира на 20 май 1982 година в София.

## Семейство
Женен за Евгения Попова (Спасова). Има две дъщери: Светла и Йорданка.
Голямата му дъщеря Светла Попова е била посланик в Швеция, Дания, Норвегия. Омъжена е за Румен Сербезов – посланик в Япония, политик и бизнесмен.
Йорданка Попова е дългогодишен журналист в БНР (Радио България), омъжена е за ст. лейт. Виолет Григоров.